# 亀頭球

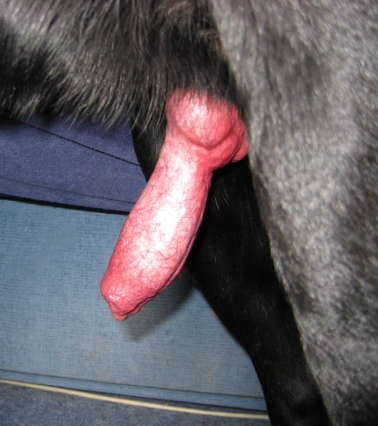
勃起したラブラドールレトリバーの陰茎。基部の膨らんだ部位が亀頭球。

亀頭球（きとうきゅう）は、イヌ科の陰茎基部に見られる丸く膨らんだ部位。勃起時に膨満することで、交尾時に陰茎が抜けないようにし、膣内が精液で満たされやすくする役割を持つ。交尾時には雌の環状筋が断続的に収縮することでより結着が強くなると同時に、雄の射精が促される。亀頭球の膨満が持続する時間は、イエイヌの場合では最大30分ほどである。雄が性的に興奮した際に、陰茎鞘の内部で亀頭球の膨満が見られることがあり、これは去勢を受けた個体であっても起こり得る。
イヌ科以外の生物では、ある種の鰭脚類(ミナミアメリカオットセイなど)にも見られる。